# Julia Garcia Ruiz
Julia Garcia Ruiz (* 5. August 2003) ist eine mexikanische Tennisspielerin.

## Karriere
Garcia Ruiz begann mit vier Jahren mit dem Tennis-Spielen und bevorzugt Hartplätze. Sie spielt hauptsächlich Turniere auf der ITF Women’s World Tennis Tour.
Im August 2024 erhielt sie eine Wildcard für die Qualifikation zu den mit 250.000 US-Dollar dotierten Abierto GNP Seguros, ihrem ersten Turnier der WTA Tour.

### College Tennis
Garcia Ruiz spielt seit der Saison 2022 für das Damentennisteam der Sooners der University of Oklahoma.